# Hașmă

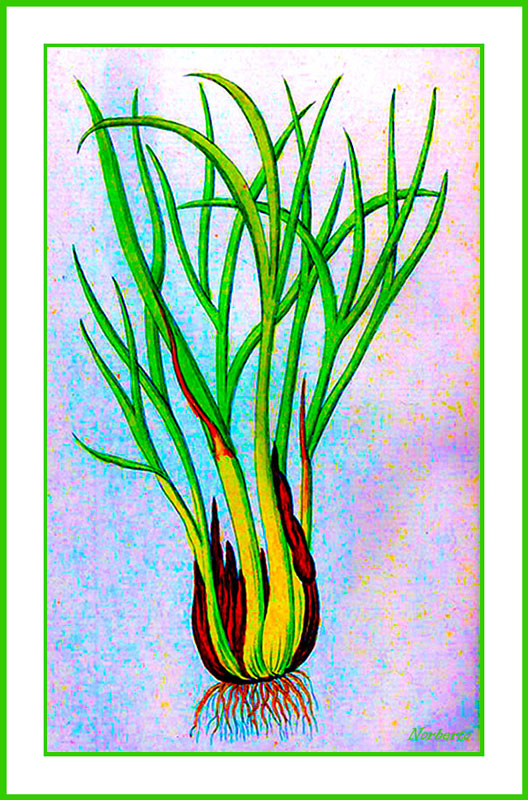
Tufă de hașmă

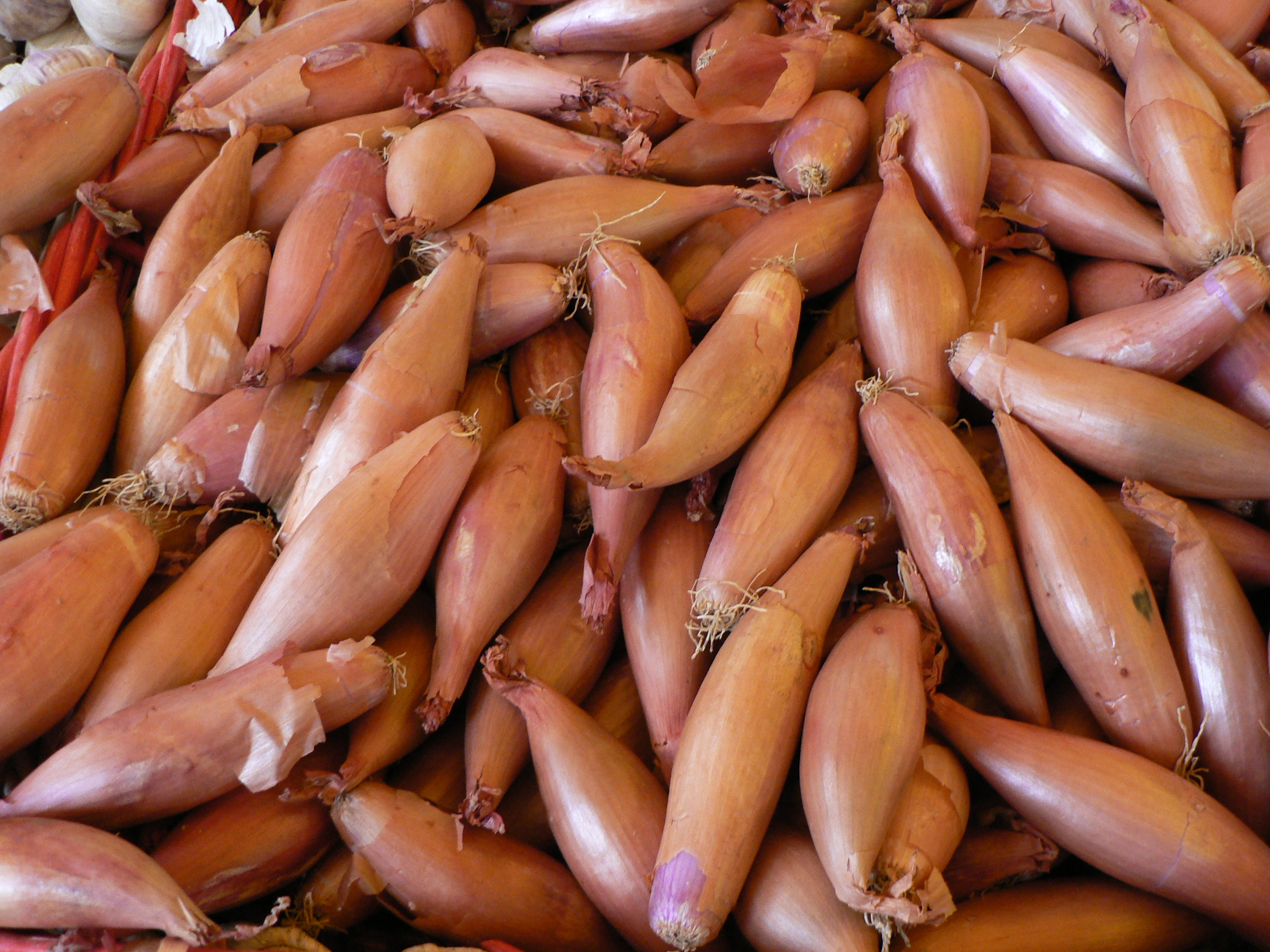
Bulbi de eșalot (hașmă) comercializați în sudul Franței

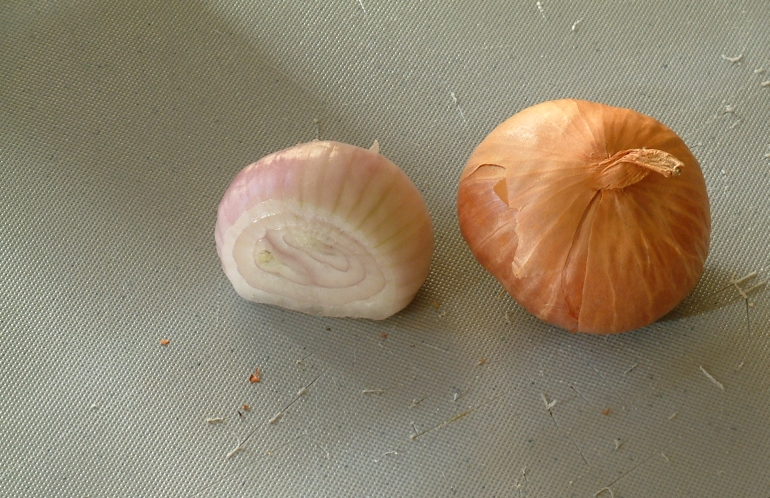
Eșalot: bulb întreg și secționat

Hașma (Allium ascalonicum), numită și șalotă, eșalot, dimcă (regional pe valea Prutului în ținutul Hotinului) sau ceapă franțuzească, este o plantă erbacee perenă din familia Alliaceae (numită anterior Lilliaceae), comestibilă, înrudită cu ceapa, cu care se aseamănă mult. Este cultivată ca plantă aromatică și ca legumă comestibilă. Termenul denumește atât planta întreagă, cât și bulbul acesteia, care se utilizează de multă vreme în gastronomie. Este specifică bucătăriei franceze. A fost adusă în Occident de franci, după asediul de la Ascalon (azi: Ashkelon, în Israel)), la sfârșitul primei cruciade.
Nu există un consens deplin asupra speciei, pe care unii autori o consideră ca specie distinctă (Allium ascalonicum L., sin. Allium hierochuntinum Boiss.), în timp ce alții o consideră doar o varietate de ceapă (Allium cepa L., var. aggregatum G. Don). Unii autori consideră că eșalotul gri, originar din Asia Centrală (Afganistan, Iran), este o specie diferită (Allium oschaninii O. Fedtsch.).

## Etimologie
Denumirea de hașmă este un împrumut din maghiară hagyma, „ceapă”.
Denumirea de eșalot este un împrumut din franceză échalote, „hașmă”, „șalot”, „eșalotă”, care, la rândul său, este o alterare a substantivului din latină ascalonia, din sintagma ascalonia c(a)epa, „ceapă de Ascalon”, „usturoi de Ascalon”.Ascalon era un oraș situat pe vechiul teritoriu al filistinilor. Numit în prezent Ashkelon, orașul este situat pe teritoriul actual al statului Israel.  Varianta eșalotă este un împrumut din franceză: échalote.

## Descriere
Hașma este o plantă erbacee cu frunze cilindrice, cavitare, care formează o tufă cu înălțimea de 20–30 cm. Inflorescența este umbeliformă, sferică. Semințele sunt mici și negre. Bulbul, mai mult sau mai puțin alungit, este constituit din șapte sau opt căței asemănători cu niște cepe mici, deformate, cu gust și miros de usturoi. Cățeii diferiți nu sunt reuniți într-un înveliș comun. Comparativ cu ceapa, bulbul este în general mai mic și de formă asimetrică.

## Utilizare culinară
Hașma sau ceapa franțuzească are bulbul asemănător usturoiului și cepei, dar fără mirosul înțepător al usturoiului sau mirosul acru al cepei. Se folosește ca plantă aromatică în multe sosuri și, sub formă crudă, în salate, tocată sau tăiată felii subțiri. Înlocuiește usturoiul când se dorește obținerea unei arome mai delicate.